# Protobuntonia
Protobuntonia is een geslacht van uitgestorven kreeftachtigen uit de klasse van de Ostracoda (mosselkreeftjes).

## Soorten
- Protobuntonia aegyptiaca Bassiouni & Luger, 1990 †
- Protobuntonia campania Honigstein, 1984 †
- Protobuntonia hartmanni Jain, 1978 †
- Protobuntonia hayi (Hornibrook, 1953) Ayress, 1993 †
- Protobuntonia lurestanensis Emami, 1988 †
- Protobuntonia nakkadii Bassiouni, 1970 †
- Protobuntonia semicostellata (Grekoff, 1951) Okosun, 1992 †
- Protobuntonia semmamaensis Bismuth & Le Fevre, 1981 †